# Robert Nünlist
Robert Nünlist (Aarau, 17 febbraio 1911 – Niedererlinsbach, 4 dicembre 1991) è stato un ufficiale svizzero, appartenente alla Guardia Svizzera.

## Biografia
La carriera di Nünlist iniziò quando papa Pio XII nel 1957 lo prescelse quale colonnello comandante della Guardia Svizzera Pontificia. Al momento della sua nomina egli aveva già intrapreso la carriera militare in madrepatria ed era colonnello abbinato allo stato maggiore del 2º corpo d'armata nonché comandante della scuola di fanteria di Lucerna.
La sua nomina si rivelò subito per le Guardie Svizzere un punto chiave in quanto egli si prodigò proprio per un maggior funzionamento del sistema di guardia e delle condizioni di vita dei soldati stessi introducendo il contratto a servizio fisso per la durata di due anni. Questi suoi cambiamenti non mancarono di portare ad alcune critiche e scontri interni anche se il nuovo sistema introdotto fu fondamentale quando, alla morte di Pio XII nel 1958, gli succedette Giovanni XXIII il quale inaugurò una serie di viaggi che richiedevano l'assistenza delle guardie svizzere non solo più come una rappresentanza in Vaticano, ma come un servizio di corpo di guardia attivo anche in altri ambienti.
Evento significativo del suo comando fu il Concilio Vaticano II (1962-1965) durante il quale morì Giovanni XXIII e gli succedette Paolo VI.
Nel 1972, sofferente di cuore, lasciò il proprio incarico di comandante della guarnigione svizzera pontificia e tornato in patria trascorse gli ultimi suoi anni di vita ritirandosi dalla vita privata e morendo nel 1991 dopo una breve malattia.
Nünlist nel 1937 sposò Alice Degen Olten, dalla quale ebbe due figlie e un figlio.